# Jan Karniewski
Jan Karniewski (Karniowski) herbu Dąbrowa (zm. w 1581 roku) – chorąży ciechanowski w latach 1580–1581.
Poseł na sejm koronacyjny 1574 roku z powiatu różańskiego.